# Юность (стадион, Мозырь)
«Ю́ность»(белор.Юнацтва) — футбольный стадион в городе Мозырь, Беларусь. В настоящее время используется для проведения домашних матчей ФК «Славия Мозырь», выступающего в Высшей лиге Чемпионата Беларуси по футболу. Максимальная вместимость — 5253 места.

## Общие данные
Адрес: 247760, г. Мозырь, ул. Я.Купалы, 26А; телефон: (0236) 343567
Стадион построен в 1991 году и имеет одну открытую трибуну. Электроосвещение поля (с 2020 года). Подогрев поля отсутствует. Размеры поля 105×68 м.